# Program management
In ingegneria gestionale ed economia aziendale con il termine program management si intende la gestione coordinata di un portafoglio di progetti per raggiungere un insieme di obiettivi da parte di Program Management Office (PgMO).
Questa definizione non si applica solo in senso aziendale, dove gli obiettivi sono tipicamente di business, ma anche in altri contesti.
Si pensi alla ricostruzione di una città dopo una guerra, programma che comprende diversi progetti quali ad esempio il progetto per la ricostruzione della rete idrica, il progetto per la costruzione delle strade, il progetto per la costruzione delle scuole: ogni progetto porta il suo contributo al raggiungimento degli obiettivi del programma.
Il program management è quindi una visione simultanea dei progetti in corso.

## Programmi e progetti
In particolare, mettendo a confronto gestione di programmi e gestione di progetti (project management), ci sono quattro scenari ai quali si può applicare una differente declinazione della definizione:
1) Organizzazione multiprogetto
- Molti progetti sono in esecuzione contemporanea
- Non termina mai
- I progetti condividono le risorse
- I progetti generano ricavi diretti
- I progetti sono separati logicamente
- I ritardi non causano altri ritardi

2) Megaprogetto
- Unico grande progetto, con legami logici tra le attività
- Il Megaprogetto ad un certo punto finisce
- Un esempio di tale scenario potrebbe essere la costruzione del ponte sullo stretto di Messina.

3) Molti progetti per un solo cliente
- In esecuzione nello stesso contesto organizzativo
- I progetti sono separati logicamente
- I progetti condividono alcune risorse

4) PMO (Project Management Organization)
- Tutti i progetti sono rivolti al raggiungimento degli “obiettivi corporate”
- Ogni progetto gioca la sua parte
- Ci sono legami logici tra i progetti
- I progetti condividono alcune risorse

## Visione strategica del Program management
Tutti gli scenari consentono l'ottimizzazione delle risorse in ottica multiprogetto, il quarto scenario consente anche una visione strategica dei progetti e dei programmi.